# 中外 (雑誌)
『中外』（ちゅうがい、1917年10月1日 創刊 - 1921年 廃刊）は、かつて存在した日本の総合雑誌である。全22号。

## 略歴・概要
1906年（明治39年）、20歳のころにアメリカ合衆国に渡り、『ニューヨーク・ヘラルド』紙（現在の『インターナショナル・ヘラルド・トリビューン』紙）の特派員をつとめ、11年間の在米中の1915年（大正4年） - 1916年（大正5年）に、『世界実観』第1巻 - 第12巻を著したジャーナリスト・内藤民治が、1917年（大正6年）に帰国して興した出版社「中外社」から、自ら主幹となり編集・発行した総合雑誌が、総合雑誌『中外』である。同年10月1日に創刊した。
同誌は、1919年（大正8年）4月1日創刊の『改造』（改造社）、同年6月1日創刊の『解放』（黎明会 / 大鐙閣）に先駆けて創刊された、大正デモクラシー期の進歩的総合雑誌である。これら自由主義的雑誌のなかでも、発行部数が最も多かった。軍国主義者や国家社会主義者も執筆していたが、編集部は一貫して民主主義をかかげ、社会主義者や女性著述家、女性解放論者も執筆した。1918年（大正7年）ごろには、新劇女優の伊沢蘭奢が入社、記者として活躍した。
アナキストの伊藤野枝、「日蔭茶屋事件」出獄後の神近市子、劇作家・小説家の長谷川時雨、その夫の小説家・三上於菟吉、拓殖大学学長時代の後藤新平、日魯漁業（現マルハニチロ）創業者の堤清六、平民社出身の安成貞雄・山口孤剣、売文社解散後の堺利彦、洋画家の斎藤与里など、男女、思想も雑多なメンバーが執筆した。
発禁になった号もある。1921年（大正10年）には廃刊した。1923年（大正12年）9月1日の関東大震災後に、内藤はソビエト連邦（現在のロシア連邦）へ発った。

## 復刻
1988年（昭和63年）5月 - 12月、不二出版が全巻復刻した。
1. 第1回配本、第1巻 - 第3巻、ISBN 4835033434、70,000円
2. 第2回配本、第4巻 - 第7巻、ISBN 4835033477、80,000円
3. 第3回配本、第8巻 - 第11巻、別冊1、ISBN 4835033523、70,000円

- 別冊 - 解説 岩井忠熊、堀切利高

## 註
1. 1 2  コトバンクサイト内の記事「内藤民治」の記述を参照。